# Willie Dunn (golf)
William Dunn, Jr. (c. 1864  - août 1952)  était un golfeur professionnel anglais et un concepteur de parcours de golf d'origine écossaise. Dunn est né à Blackheath, Londres, en Angleterre vers 1864. Son meilleur résultat à l'US Open était deuxième à l'US Open de 1895. Il a empoché la somme de 100 $. Ses modèles de parcours de golf les plus connus sont ceux que l'on trouve au Shinnecock Hills Golf Club et au Apawamis Club.
Dunn est né vers 1864 à Blackheath, Londres, en Angleterre, le fils de Willie Dunn Sr. À 13 ans, Dunn a appris l'art de fabriquer des clubs de golf alors qu'il était apprenti sous son frère aîné, Tom Dunn, le professionnel au London Scottish Golf Club sur Wimbledon Common, où il avait sa maison,. En 1871, il avait rejoint son père à Leith Links.
Dunn a exercé son métier alors qu'il était professionnel chez Westward Ho! de 1886 à 1888 avant de se rendre à Biarritz, en France, où il a enseigné à de riches clients l'art du swing d'un club de golf. C'est à Biarritz que Dunn fait la connaissance du millionnaire américain William K. Vanderbilt,. Après son arrivée aux États-Unis en 1893 - un voyage parrainé par Vanderbilt - Dunn a passé l'été à donner des cours de golf au Newport Golf Club dans le Rhode Island. Après avoir passé l'hiver à son poste habituel à Biarritz, il fait un voyage de retour en Amérique. Le golf commençait à gagner en popularité à cette époque et Dunn trouva de nombreuses opportunités dans le travail lié au golf et s'installa définitivement aux États-Unis.
Son premier poste professionnel était au Ardsley Country Club, Ardsley, New York, où il a conçu le cours et s'est installé dans une entreprise de création de clubs en 1896. Il a été rejoint par son neveu, John Duncan Dunn, qui a émigré d'Angleterre où il avait été engagé avec la firme Dunn Brothers. Les clubs produits par les Dunns offraient un mélange intéressant de valeurs écossaises traditionnelles et d'ingéniosité moderne. Les premiers clubs de l'époque Ardsley ont été importés d'Écosse et assemblés à New York. Certains de ces fers portent une petite marque d'aigle, une référence à sa nouvelle maison et ont peut-être été forgés par Robert Condie. D'autres étaient simplement marqués "Dunn Selected" en caractères ou en lettres moulées et datés de 1897-1903.

## Brevets et conceptions de clubs de golf
L'un des premiers brevets américains de Willie (bien qu'il semble avoir été demandé mais jamais finalement accordé) était son "conducteur indestructible". Sa tête était un bloc de bois enfermé dans une coque en aluminium, le bois étant exposé sur la face et sur le dessus.
Au début des années 1900, Willie a expérimenté des substances de type plastique, brevetant finalement plusieurs types de drivers et de putters. La substance était connue sous le nom de pyraline et était disponible en versions noir et blanc. Les clubs comprenaient des drivers standard, des drivers duplex et des putters maillets et, à des fins de fabrication, les brevets ont été attribués à la Kempshall Manufacturing Co. à Arlington, New Jersey.

## Carrière de joueur

### 1895 US Open
L'US Open de 1895 était le premier US Open, organisé le vendredi 4 octobre au Newport Golf Club de Newport (Rhode Island). Horace Rawlins a remporté le titre inaugural de l'US Open, deux coups d'avance sur le deuxième Willie Dunn,. Dunn a eu des rounds de 89-86 = 175 et a remporté 100 $.
Dunn à égalité pour la troisième place à l'US Open de 1897, tenu le 17 septembre au Chicago Golf Club de Wheaton (Illinois). Joe Lloyd a remporté son seul titre majeur d'un coup devant le finaliste Willie Anderson. Dunn a cardé des tours de 87-81 = 168 et a remporté 38 $ en tant que part de la bourse.

### 1898 US Open
Dunn a tiré des coups de 85-87-87-85 = 344 et s'est classé septième à l'US Open de 1898, tenu au Myopia Hunt Club à South Hamilton, Massachusetts du 17 au 18 juin 1898. Il n'a reçu aucun prix en argent. L'Écossais Fred Herd a remporté son premier et unique titre à l'US Open par sept coups d'Alex Smith.

## Terrains de golf conçus par Dunn
(Source :) 

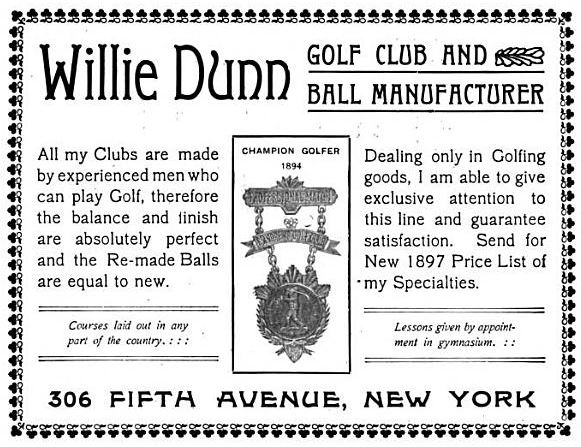
Une publicité de 1897 de l'entreprise de golf de Dunn à New York.

- Algona Country Club - Semi-privé à Algona, Iowa
- The Apawamis Club - Privé à Rye, New York
- Ardsley Country Club - Privé à Ardsley-on-Hudson, New York
- Golf Club de Biarritz le Phare - Privé en Aquitaine, France
- Cranford Golf Club - Privé à Cranford, New Jersey (maintenant le Echo Lake Country Club) [11]
- Elmira Country Club - Privé à Elmira, New York
- Lambton Golf and Country Club (parcours de championnat) - Privé à Toronto, Canada
- Maidstone Club - Privé à East Hampton, New York (6 trous en 1894) [12]
- Ocean City Golf Course - Public à Ocean City, New Jersey
- Saranac Inn Golf &amp; Country Club - Public à Saranac Lake, New York
- Shinnecock Hills Golf Club - Privé à Southampton, New York

## Famille
Dunn était le fils de Willie Dunn, Sr., concepteur du Pau Golf Club, et le frère de Tom Dunn également connu sous le nom de Thomas Dunn, un architecte de golf bien connu.

## Mort et héritage
Dunn est mort à Putney, à Londres, en Angleterre, début août 1952. On se souvient surtout de lui pour avoir réalisé quatre top-10 dans des championnats majeurs  et pour son travail de conception de parcours de golf.

## Résultats dans les grands championnats
| Tournoi               | 1882 | 1883 | 1884 | 1885 | 1886 | 1887 | 1888 | 1889 | 1890 | 1891 | 1892 | 1893 | 1894 | 1895 | 1896 | 1897 | 1898 | 1899 |
| --------------------- | ---- | ---- | ---- | ---- | ---- | ---- | ---- | ---- | ---- | ---- | ---- | ---- | ---- | ---- | ---- | ---- | ---- | ---- |
| US Open               | NYF  | NYF  | NYF  | NYF  | NYF  | NYF  | NYF  | NYF  | NYF  | NYF  | NYF  | NYF  | NYF  | 2    | 12   | T3   | 7    | T33  |
| Le championnat ouvert | T34  | 9    | T11  | T34  | T27  | DNP  | DNP  | DNP  | DNP  | DNP  | DNP  | DNP  | DNP  | DNP  | DNP  | DNP  | DNP  | DNP  |

Remarque: Dunn a joué uniquement à l'US Open et à l'Open Championship.
NYF = Tournoi pas encore fondé  
DNP = N'a pas joué  
"T" indique une égalité pour une place 
Fond jaune pour le top 10 